# 音羽町
音羽町（日语：／ Otowa chō */?）為愛知縣東南部寶飯郡的町，已於2008年1月15日併入豐川市。